# Pájaros en la cabeza
Pájaros en la cabeza è il quarto album del gruppo spagnolo Amaral, pubblicato nel 2005. Da esso sono stati tratti, in ordine cronologico, i singoli El universo sobre mí, Días de verano, Marta, Sebas, Guille y los demás, Resurrección, Si tú no vuelves (in Messico) e Revolución.

## Tracce
1. El universo sobre mí - 4:08
2. Días de verano - 3:28
3. Revolución - 3:53
4. Mi alma perdida - 4:08
5. Marta, Sebas, Guille y los demás - 3:43
6. Esta madrugada - 4:15
7. Big Bang - 2:45
8. Enamorada - 3:40
9. Tarde para cambiar - 3:20
10. En el río - 3:43
11. Resurrección - 2:55
12. Confia en alguien - 3:45
13. Salta - 3:45
14. No soy como tú - 4:17
15. Si tú no vuelves (con Chetes) - 4:31